# Salvia nutans
Sauge penchée
Espèce
Classification phylogénétique
Salvia nutans, la sauge penchée, est une espèce de plantes à fleurs du genre Salvia et de la famille des Lamiacées. C'est une plante herbacée vivace originaire d'Europe et d'Asie (Turquie).